# Palazzo Re Enzo
Het Palazzo Re Enzo (Nederlands: Paleis van koning Enzo) is een paleis in de Italiaanse stad Bologna. Het ligt aan de andere zijde van het Palazzo del Podestà, aan de Piazza del Nettuno met de Neptunusfontein die overloopt in de Piazza Maggiore.
De naam van het paleis verwijst naar koning Enzio van Sardinië, een bastaardzoon van keizer Frederik II van Hohenstaufen die hier, na zijn nederlaag tijdens de slag van Fossalta in 1249, in gevangenschap verbleef tot aan zijn dood in 1272, ondanks dreigementen en vleierijen van zijn vader aan de stad. De constructie van het gebouw begon in 1244 met als bedoeling hier het stadsbestuur te vestigen. Een grondige restauratie tijdens de periode 1905-1913 heeft het gebouw zijn middeleeuws karakter teruggegeven.
Op het gelijkvloers waren oorlogstuigen en de carroccio opgesteld, een oorlogsaltaar met de standaard van de stad.

## Legendes over Enzio's gevangenschap
Enzio mocht zich overdag vrij bewegen maar 's nachts werd hij opgesloten in een kooi die aan het plafond hing. Hij mocht vrouwen ontmoeten en in zijn testament vermeldt hij drie dochters. De legende vermeldt ook een zoon die hij verwekte bij een boerin, Lucia di Viadagola. Hij werd Bentivoglio genoemd, naar de woorden Amore mio, ben ti voglio, woorden die hij zie tegen zijn geliefde (Mijn lief, ik geef veel om u), en hij zou de voorvader zijn van de Bentivoglio-familie, later heersers over Bologna.
- Biblioteca Nacional de España: XX145041
- Gemeinsame Normdatei: 4574255-8
- International Standard Name Identifier: 0000 0001 2243 1897
- Library of Congress Control Number: no2006057390
- MusicBrainz: 4f31bb47-ac6d-49fd-b62a-9d1e5632131d
- Nationale bibliotheek van Australië: 35139863
- Système universitaire de documentation: 087671298
- Union List of Artist Names: 500305074
- Virtual International Authority File: 137042313